# Control absoluto
Control absoluto es un álbum de estudio de la orquesta de salsa colombiana Niche, publicado en noviembre de 2002 por PPM Records.  En esta producción discográfica, los vocalistas son Mauro Castillo, César Salazar y Mauricio Mosquera.

## Antecedentes
A finales de 2001 se retira el vocalista Beto Caicedo e ingresa en su reemplazo Mauro Castillo.
En marzo de 2002, durante las giras en Alemania, Willy García le comenta a Jairo Varela que desea ser solista. Esta situación trae consigo un poco de disgustos entre ambas partes, y esto se agudiza cuando Javier Vásquez le comunica que también quería terminar los vínculos con el grupo y partir junto a Willy. A pesar del no buen recibimiento de la noticia por parte de Jairo Varela, los tres músicos llegan a un acuerdo y no renuevan contrato, pero contando aún en que se cumplan las giras estipuladas hasta el vencimiento del mismo. En agosto, el Grupo Niche asiste al 6° Festival Internacional Chim Pum Callao 2002, Perú. Siendo esta una de las últimas grandes participaciones de Willy García y Javier Vásquez en Niche, quienes abandonan la agrupación a finales de agosto, formando juntos la orquesta Son de Cali. A inicios de septiembre ingresa Mauricio Mosquera, quienjunto a Mauro Castillo y César Schiavone completan el trío que grabara el nuevo disco del grupo. El 28 de septiembre el Grupo Niche celebra en México sus 20 años de trayectoria.

## Lista de canciones
Todas las canciones escritas y compuestas por Jairo Varela. 
| N.º | Título                       | Intérprete(s)   | Duración |  |
| 1.  | «Ganas» («La Balada Paisa»)  | Mauro Castillo  | 5:41     |  |
| 2.  | «Salao»                      | Maury Sneider   | 4:36     |  |
| 3.  | «Es Loca o Es Mala»          | Mauro Castillo  | 4:54     |  |
| 4.  | «Te Prometo Yo Propongo»     | Maury Sneider   | 4:24     |  |
| 5.  | «Enamorada»                  | Mauro Castillo  | 4:13     |  |
| 6.  | «Sin Novia y Sin Carro»      | Maury Sneider   | 5:31     |  |
| 7.  | «Amor Del Bueno»             | Maury Sneider   | 4:42     |  |
| 8.  | «Gavilán»                    | Mauro Castillo  | 4:11     |  |
| 9.  | «Fotografía»                 | Mauro Castillo  | 4:25     |  |
| 10. | «Fotografía» (versión latin) | César Schiavone | 3:32     |  |

## Créditos

### Músicos
- Bajo: Alex Berti, Daniel Silva
- Bongó: Reinero Escobar
- Cantantes: William "Willy" García, Mauricio "Mauro" Castillo, Mauricio "Maury Sneider" Mosquera, César "Schiavone" Salazar
- Chelo: Elena Alamillo, Hector Vásquez, Saulo Almeida
- Coros: Alberto Barros, César "Schiavone" Salazar, Jairo Varela, Mauro Castillo, Mauricio "Maury Sneider" Mosquera, William "Willy" García
- Congas: Jorge Orta
- Piano: Michael Haase, Milton Salcedo (en «Ganas»), Óscar Iván Lozano (en «Gavilán»)
- Timbales: Douglas Guevara
- Trombón 1: Alberto Barros
- Trombón 2: Álex Zapata
- Trombón 3: L. Bernardo Aguirre
- Trompeta 1: Javier Bahamón[8]
- Trompeta 2: José Aguirre
- Trompeta 3: Oswaldo Ospino
- Tuba: Jay Bertelot
- Viola: Álvaro Rojas, Humberto Bolívar, Renata Guitart
- Violín: Elías Garnik, Federico Britos, Gerardo Aguillón, Orlando J. Forte

### Producción
- Arreglos y dirección musical: Jairo Varela